# Will Still
William Still (Braine-l’Alleud, 1992. október 14. –) angol származású belga labdarúgó és labdarúgóedző, a Championshipben szereplő Southampton vezetőedzője.

## Edzői pályafutása

### Stade de Reims
Still 2021-ben csatlakozott a Reims csapatához, Óscar García másodedzőjeként. Négy hónap elteltével két belga csapat is edzői pozíciót ajánlott neki, így Still visszatért a Standard Liège-hez, ahol edzői tanulmányait is végezte.
A 2021–2022-es szezonban visszahívta a Reims, ismét másodedzőként. Miután Garcíát kirúgták 2022. október 13-án, Still átvette a csapat vezetését átmeneti kinevezettként. Egy hosszabb veretlenségi sorozatot követően kinevezték a szezon végéig. Mivel még nem rendelkezik hivatalos edzői diplomájával, így a csapat minden egyes mérkőzésen, amit alatta játszik a Reims, pénzbírságot fizet. A szezonban az európai topligák legfiatalabb edzője volt. 2024. május 2-án közös megegyezéssel távozott.

### Lens
2024. június 10-én hároméves szerződést kötött a Lens csapatával. 2025. május 18-án bejelentette távozását a klubtól, miután a 8. helyen végeztek a szezon végén.

### Southampton
2025. május 25-én hároméves szerződést írt alá a Southampton csapatával. Augusztus 9-én a Wrexham ellen mutatkozott be a kispadon a 2–1-re megnyert bajnoki mérkőzésen.

## Statisztika
2025. augusztus 17-én frissítve.
| Csapat      | -tól              | -ig              | Eredmények | Eredmények | Eredmények | Eredmények | Eredmények | Eredmények | Eredmények | Eredmények |
| Csapat      | -tól              | -ig              | M          | Gy         | D          | V          | LG         | KG         | Gy%        |            |
| ----------- | ----------------- | ---------------- | ---------- | ---------- | ---------- | ---------- | ---------- | ---------- | ---------- | ---------- |
| Beerschot   | 2021. január 19.  | 2021. június 30. | 15         | 6          | 2          | 7          | 20         | 20         | 40,00      |            |
| Reims       | 2022. október 13. | 2024. május 2.   | 65         | 25         | 19         | 21         | 87         | 76         | 38,46      |            |
| Lens        | 2024. június 10.  | 2025. május 18.  | 38         | 17         | 8          | 13         | 49         | 43         | 44,74      |            |
| Southampton | 2025. május 25.   | Jelenleg is      | 3          | 2          | 1          | 0          | 4          | 2          | 66,67      |            |
| Összesen    | Összesen          | Összesen         | 130        | 57         | 31         | 42         | 178        | 150        | 43,85      |            |